# Notiphila pallicornis
Notiphila pallicornis är en tvåvingeart som beskrevs av Wayne N. Mathis 1979. Notiphila pallicornis ingår i släktet Notiphila och familjen vattenflugor.
Artens utbredningsområde är Northwest Territories, Kanada. Inga underarter finns listade i Catalogue of Life.